# Dva dolgich gudka v tumane
Dva dolgich gudka v tumane (Два долгих гудка в тумане) è un film del 1980 diretto da Valerij Rodčenko.

## Trama
Nell'estremo nord, nella tundra, un idrovolante con collettori che trasportano una grossa somma di denaro effettua un atterraggio di emergenza. L'aereo è stato spazzato via e un furto è stato commesso dall'altra parte del lago e un testimone è stato ucciso a bordo della nave, costringendo il capitano ad avviare un'indagine.